# Vestalis anacolosa
Vestalis anacolosa är en trollsländeart som beskrevs av Maurits Anne Lieftinck 1965. Vestalis anacolosa ingår i släktet Vestalis och familjen jungfrusländor. IUCN kategoriserar arten globalt som nära hotad. Inga underarter finns listade i Catalogue of Life.